# Johnstown (Ohio)
Johnstown és una població dels Estats Units a l'estat d'Ohio. Segons el cens del 2000 tenia 3.440 habitants.

## Demografia
Segons el cens del 2000, Johnstown tenia 3.440 habitants, 1.396 habitatges, i 932 famílies. La densitat de població era de 635,5 habitants per km².
Dels 1.396 habitatges en un 35,2% hi vivien nens de menys de 18 anys, en un 50,1% hi vivien parelles casades, en un 12,7% dones solteres, i en un 33,2% no eren unitats familiars. En el 29,1% dels habitatges hi vivien persones soles el 12,7% de les quals corresponia a persones de 65 anys o més que vivien soles. El nombre mitjà de persones vivint en cada habitatge era de 2,42 i el nombre mitjà de persones que vivien en cada família era de 2,98.
Per edats la població es repartia de la següent manera: un 26% tenia menys de 18 anys, un 8,3% entre 18 i 24, un 29,5% entre 25 i 44, un 21,6% de 45 a 60 i un 14,6% 65 anys o més.
L'edat mediana era de 36 anys. Per cada 100 dones de 18 o més anys hi havia 85,4 homes.
La renda mediana per habitatge era de 43.651 $ i la renda mediana per família de 55.326 $. Els homes tenien una renda mediana de 37.344 $ mentre que les dones 25.543 $. La renda per capita de la població era de 19.777 $. Aproximadament el 4,3% de les famílies i el 7,6% de la població estaven per davall del llindar de pobresa.

## Poblacions més properes
El següent diagrama mostra les poblacions més properes.